# Борозенська сільська територіальна громада
Борозенська сільська територіальна громада — територіальна громада в Україні, у Бериславському районі Херсонської області. Адміністративний центр — село Борозенське.
Площа громади — 325,8 км², населення — 3903 мешканці (2017).
Утворена 4 квітня 2017 року шляхом об'єднання Борозенської, Новокубанської та Чарівненської сільських рад Великоолександрівського району.
19 липня 2020 року, в результаті адміністративно-територіально-територіальної реформи та ліквідації Великоолександрівського району, увійшла до складу Бериславського району.

## Населені пункти
До складу громади входять 10 сіл: Борозенське, Дмитренка, Костомарове, Красносільське, Кучерське, Нова Кубань, П'ятихатки, Садок, Стариця та Чарівне.